# Justus Otto
Justus Otto (* 13. April 1802 in Elpenrod; † 24. Juli 1877 in Hitzkirchen) war ein hessischer Pfarrer, Politiker und Abgeordneter der 2. Kammer der Landstände des Großherzogtums Hessen.
Justus Otto war der Sohn des Försters Johann Philipp Otto und dessen Ehefrau Anna Gertraud, geborene Deibel. Otto, der evangelischen Glaubens war, heiratete am 4. November 1827 in Alsfeld Susanne geborene Berk.
Otto wurde 1852 Rektor und 2. Pfarrer in Biedenkopf. 1833 bis 1836 wirkte er als 2. Pfarrer in Nidda und 1836 bis 1844 als Pfarrer in Wohnbach. 1844 bis 1849 war er Pfarrer in Bechtheim und 1849 bis 1855 in Fränkisch-Crumbach. In den Jahren 1855 bis 1864 war er 1. Pfarrer und Dekan in Alsfeld. 1864 bis 1872 war er Pfarrer in Neunkirchen i.O, bevor er in den Ruhestand trat.
Von 1859 bis 1862 gehörte er der Zweiten Kammer der Landstände an. Er wurde für den Wahlbezirk Oberhessen 5/Homberg gewählt.